# توب أوس
توب أوس هو نادي كرة قدم هولندي تأسس عام 1928م ملعب الفريق هو ملعب رات فيرليغ الذي افتتح عام 1996م ويتسع لحوالي 16000 متفرج ويحمل اسم الملعب اسم اللاعب وقائد الفريق الذي حقق لقب دوري الدرجة الأولى عام 2008. 